# Discografia di Jhené Aiko
La discografia di Jhené Aiko, cantautrice statunitense, è composta da tre album in studio, uno collaborativo, 1 mixtape, 1 EP e 28 singoli, di cui 11 in collaborazione come artista ospite.

## Album

### Album in studio
| Anno                                                                                          | Titolo | Classifiche | Classifiche | Classifiche | Classifiche | Classifiche | Classifiche | Certificazioni |
| Anno                                                                                          | Titolo | US          | AUS         | CAN         | NLD         | NZ          | UK          | Certificazioni |
| --------------------------------------------------------------------------------------------- | --- | ----------- | ----------- | ----------- | ----------- | ----------- | ----------- | -------------- |
| 2014                                                                                          | Souled Out - Pubblicato: 9 settembre 2014 - Etichetta: ARTium, Def Jam - Formati: CD, LP, download digitale, streaming                   | 3           | —           | 20          | 100         | —           | 23          |                |
| 2016                                                                                          | Twenty88 (con Big Sean) - Pubblicato: 1 aprile 2016 - Etichetta: ARTium, Def Jam, GOOD Music - Formati: CD, download digitale, streaming | 5           | —           | —           | —           | —           | —           |                |
| 2017                                                                                          | Trip - Pubblicato: 22 settembre 2017 - Etichetta: ARTium, Def Jam - Formati: CD, LP, download digitale, streaming                        | 5           | —           | 36          | 81          | —           | 56          | - USA: Platino |
| 2020                                                                                          | Chilombo - Pubblicato: 6 marzo 2020 - Etichetta: ARTium, Def Jam - Formati: CD, download digitale, streaming                             | 2           | 29          | 7           | 40          | 23          | 13          | - USA: Platino |
| "—" indica che l'opera non si è classificata o che non è stata pubblicata in quel territorio. | |             |             |             |             |             |             |                |

### Mixtape
| Anno | Titolo                                                                                             |
| ---- | -------------------------------------------------------------------------------------------------- |
| 2011 | Sailing Soul(s) - Pubblicato: 16 marzo 2011 - Etichetta: autoprodotto - Formati: Download digitale |

## EP
| Anno | Titolo e dettagli                                                                                                | Posizione | Posizione | Posizione | Vendite       | Certificazioni |
| Anno | Titolo e dettagli                                                                                                | US        | US R&B/HH | US R&B    | Vendite       | Certificazioni |
| ---- | --- | --------- | --------- | --------- | ------------- | -------------- |
| 2013 | Sail Out - Pubblicato: 12 novembre 2013 - Etichetta: ARTium, Def Jam - Formati: CD, download digitale, streaming | 8         | 2         | 1         | - US: 300 000 | - US: Oro      |

## Singoli

### Come artista principale
| Anno                                                                                          | Titolo                                                     | Posizione massima | Posizione massima | Posizione massima | Posizione massima | Album            |
| Anno                                                                                          | Titolo                                                     | US                | US R&B/HH         | US R&B            | UK                | Album            |
| --------------------------------------------------------------------------------------------- | ---------------------------------------------------------- | ----------------- | ----------------- | ----------------- | ----------------- | ---------------- |
| 2002                                                                                          | No L.O.V.E                                                 | —                 | —                 | —                 | —                 | My Name Is Jhené |
| 2012                                                                                          | 3:16AM                                                     | —                 | —                 | —                 | —                 | Sail Out         |
| 2013                                                                                          | Bad Peace                                                  | —                 | 51                | 25                | —                 | Sail Out         |
| 2014                                                                                          | The Worst (feat. Childish Gambino)                         | 43                | 11                | 9                 | —                 | Sail Out         |
| 2014                                                                                          | To Love & To Die (feat. Cocaine 80s)                       | —                 | 46                | 20                | 72                | Souled Out       |
| 2014                                                                                          | The Pressure                                               | —                 | 54                | 23                | —                 | Souled Out       |
| 2015                                                                                          | Spotless Mind                                              | —                 | 57                | —                 | —                 | Souled Out       |
| 2015                                                                                          | Sorry to Interrupt (con Jessie J e Rixton)                 | —                 | —                 | —                 | —                 | N.D.             |
| 2016                                                                                          | Maniac                                                     | —                 | —                 | —                 | —                 | N.D.             |
| 2017                                                                                          | While We're Young                                          | 105               | 46                | 9                 | —                 | Trip             |
| 2018                                                                                          | Sativa (feat. Rae Sremmurd o solo Swae Lee)                | 74                | 32                | 6                 | —                 | Trip             |
| 2018                                                                                          | Never Call Me (feat. Kurupt o YG)                          | —                 | —                 | 19                | —                 | Trip             |
| 2019                                                                                          | Triggered (Freestyle)                                      | 51                | 19                | 3                 | —                 | Chilombo         |
| 2019                                                                                          | None of Your Concern (feat. Big Sean)                      | 55                | 26                | 7                 | 97                | Chilombo         |
| 2020                                                                                          | Pussy Fairy (OTW)                                          | 40                | 23                | 5                 | 84                | Chilombo         |
| 2020                                                                                          | Happiness Over Everything (H.O.E.) (feat. Future e Miguel) | 65                | 41                | 8                 | —                 | Chilombo         |
| "—" indica che l'opera non si è classificata o che non è stata pubblicata in quel territorio. |                                                            |                   |                   |                   |                   |                  |

### Come artista ospite
| Anno                                                                                          | Titolo                                                              | Posizione massima | Posizione massima | Posizione massima | Posizione massima | Posizione massima | Album                                        |
| Anno                                                                                          | Titolo                                                              | US                | US R&B/HH         | AUS               | CAN               | UK                | Album                                        |
| --------------------------------------------------------------------------------------------- | ------------------------------------------------------------------- | ----------------- | ----------------- | ----------------- | ----------------- | ----------------- | -------------------------------------------- |
| 2011                                                                                          | Body on Me (H.O.P.E. Wright feat. Jhené Aiko)                       | —                 | —                 | —                 | —                 | —                 | Believe in H.O.P.E. Wright                   |
| 2013                                                                                          | Beware (Big Sean feat. Jhené Aiko e Lil Wayne)                      | 38                | 10                | —                 | —                 | 183               | Hall of Fame                                 |
| 2014                                                                                          | Angel (Billionaire B feat. Jhené Aiko)                              | —                 | —                 | —                 | —                 | —                 | Canadian Nights & Domaine Romanee Conti      |
| 2014                                                                                          | French Riviera (Joke feat. Jhené Aiko)                              | —                 | —                 | —                 | —                 | —                 | Ateyaba                                      |
| 2014                                                                                          | Post to Be (Omarion feat. Chris Brown e Jhené Aiko)                 | 13                | 6                 | 79                | 49                | 74                | Sex Playlist                                 |
| 2015                                                                                          | Contradiction (Mali Music feat. Jhené Aiko)                         | —                 | —                 | —                 | —                 | —                 | Chi-Raq (Original Motion Picture Soundtrack) |
| 2017                                                                                          | It's a Vibe (2 Chainz feat. Ty Dolla Sign, Trey Songz e Jhené Aiko) | 44                | 20                | —                 | 81                | —                 | Pretty Girls Like Trap Music                 |
| 2018                                                                                          | Naked Truth (Sean Paul feat. Jhené Aiko)                            | —                 | —                 | —                 | —                 | —                 | Mad Love: The Prequel                        |
| 2018                                                                                          | Freedom (Kris Wu feat. Jhené Aiko)                                  | —                 | —                 | —                 | —                 | —                 | Antares                                      |
| 2020                                                                                          | By Yourself (Ty Dolla Sign feat. Jhené Aiko)                        | 116               | —                 | —                 | —                 | —                 | Featuring Ty Dolla Sign                      |
| 2020                                                                                          | Back to the Streets (Saweetie feat. Jhené Aiko)                     | 76                | 29                | —                 | —                 | —                 | Pretty B*tch Music                           |
| "—" indica che l'opera non si è classificata o che non è stata pubblicata in quel territorio. |                                                                     |                   |                   |                   |                   |                   |                                              |

### Singoli promozionali
| Anno | Titolo                        | Album      |
| ---- | ----------------------------- | ---------- |
| 2014 | Wading                        | Souled Out |
| 2017 | First Fuck (con 6lack)        | N.D.       |
| 2017 | Hello Ego (feat. Chris Brown) | Trip       |
| 2019 | Wasted Love Freestyle         | N.D.       |
| 2019 | Trigger Protection Mantra     | N.D.       |

## Altre canzoni
| Anno                                                                                          | Titolo                                                    | Posizione massima | Posizione massima | Posizione massima | Posizione massima | Posizione massima | Album                       |
| Anno                                                                                          | Titolo                                                    | US                | US R&B/HH         | US R&B            | FRA               | UK                | Album                       |
| --------------------------------------------------------------------------------------------- | --------------------------------------------------------- | ----------------- | ----------------- | ----------------- | ----------------- | ----------------- | --------------------------- |
| 2013                                                                                          | From Time (Drake feat. Jhené Aiko)                        | 67                | 26                | —                 | 126               | 56                | Nothing Was the Same        |
| 2013                                                                                          | Stay Ready (What a Life) (feat. Kendrick Lamar)           | —                 | —                 | —                 | —                 | —                 | Sail Out                    |
| 2014                                                                                          | Drunk Texting (Chris Brown feat. Jhené Aiko)              | 124               | 46                | 17                | 42                | 128               | X                           |
| 2014                                                                                          | Promises (feat. Miyagi e Namiko Love)                     | —                 | —                 | —                 | —                 | —                 | Soled Out                   |
| 2015                                                                                          | I Know (Big Sean feat. Jhené Aiko)                        | 103               | 37                | —                 | —                 | —                 | Dark Sky Paradise           |
| 2017                                                                                          | Wake Up Alone (The Chainsmokers feat. Jhené Aiko)         | —                 | —                 | —                 | —                 | —                 | Memories...Do Not Open      |
| 2017                                                                                          | I'll Kill You (Summer Walker feat. Jhené Aiko)            | 61                | 29                | 7                 | 81                | —                 | Over It                     |
| 2020                                                                                          | Lotus (Intro)                                             | 123               | —                 | —                 | —                 | —                 | Chilombo                    |
| 2020                                                                                          | Speak                                                     | 106               | —                 | 14                | —                 | —                 | Chilombo                    |
| 2020                                                                                          | B.S. (Jhené Aiko feat. H.E.R.)                            | 24                | 15                | 4                 | —                 | 64                | Chilombo                    |
| 2020                                                                                          | One Way St. (feat. Ab-Soul)                               | 109               | —                 | 16                | —                 | —                 | Chilombo                    |
| 2020                                                                                          | Tryna Smoke                                               | 110               | —                 | 17                | —                 | —                 | Chilombo                    |
| 2020                                                                                          | Born Tired                                                | 117               | —                 | 23                | —                 | —                 | Chilombo                    |
| 2020                                                                                          | 10k Hours (feat. Nas)                                     | 113               | —                 | 20                | —                 | —                 | Chilombo                    |
| 2020                                                                                          | Pray for You                                              | 120               | —                 | 25                | —                 | —                 | Chilombo                    |
| 2020                                                                                          | Lightning & Thunder (feat. John Legend)                   | 119               | —                 | 24                | —                 | —                 | Chilombo                    |
| 2020                                                                                          | On the Way (feat. Mila J)                                 | 121               | —                 | 9                 | —                 | —                 | Chilombo                    |
| 2020                                                                                          | Above and Beyond                                          | —                 | —                 | 12                | —                 | —                 | Chilombo                    |
| 2020                                                                                          | Summer 2020                                               | —                 | —                 | 13                | —                 | —                 | Chilombo                    |
| 2020                                                                                          | Change Your Life (Kehlani feat. Jhené Aiko)               | 80                | 37                | 6                 | —                 | —                 | It Was Good Until It Wasn't |
| 2020                                                                                          | U Move, I Move (John Legend feat. Jhené Aiko)             | 125               | —                 | 13                | —                 | —                 | Bigger Love                 |
| 2020                                                                                          | Body Language (Big Sean feat. Ty Dolla Sign e Jhené Aiko) | 95                | 35                | —                 | —                 | —                 | Detroit 2                   |
| 2021                                                                                          | One of Dem Night (Moneybagg Yo feat. Jhené Aiko)          | 112               | 50                | —                 | —                 | —                 | A Gangsta's Pain            |
| "—" indica che l'opera non si è classificata o che non è stata pubblicata in quel territorio. |                                                           |                   |                   |                   |                   |                   |                             |